# Due comici in paradiso
Due comici in Paradiso è una commedia teatrale del 2007, diretta da Claudio Insegno e con interpreti Biagio Izzo e Claudio Insegno. Con Teresa Del Vecchio e Giorgio Carosi.
La colonna sonora è stata scritta dal cantautore Alex Britti, con la riproduzione delle musiche da parte delle compagnie Suoni & Scene sas, B&B Production.

## Trama
Claudio e Biagio fanno un incidente, nel quale il primo perde la vita, mentre Biagio non riceve alcun danno. Claudio va in Paradiso, e qui scopre che il suo angelo custode, Angelo Del Piano, l'aveva fatto morire 50 anni prima. Capito la svista, Claudio chiede a Dio di poter tornare sulla terra, ma Questo risponde che sarebbe stato possibile solo se Claudio dimostrasse di avere un ruolo importante sulla terra. Così Claudio cerca di fare uno spettacolo comico per far capire di essere importante, ma, essendo lui un mediocre attore, decide di farsi dare una mano da Biagio, che è un comico molto famoso. Quindi Claudio chiama l'angelo custode di Biagio, Titina, che a causa della cattiva condotta dell'assistito, è costretta a fare la sguattera.
Convinta Titina, Claudio cambia la data di morte prevista per Biagio sul Libro della Vita, un libro con su scritto il destino degli esseri umani. Così Biagio arriva in Paradiso, ma non essendosi accorto della sua morte, pensa che il Paradiso sia un locale a luci rosse. Dopo molti tentativi nel cercare di spiegare a Biagio della sua morte senza dargli degli shock, Claudio spiega a Biagio la situazione. Allora i due fanno lo spettacolo comico, convincendo Dio dell'importanza di Claudio nel rimanere in vita, ma Biagio non potrà tornare in vita. Arrabbiato come non mai, Biagio insulta il suo "amico", finché non gli viene in mente di rubare il "Libro della Vita" e scappare. Così fecero e, tornanti sulla terra, non ricordarono più niente.

## Collegamenti con la fede cristiana
Preludendo al fatto che l'opera vuole rappresentare una versione esilirante dell'aldilà e delle credenze cristiane della vita ultraterrena, vengono comunque presentati e mostrati alcuni elementi collegabili direttamente o meno con il Cristianesimo:
- Il libro della vita, per cui, se era stata cancellata una persona, era stata cancellata la sua totale esistenza.